# El passeig del penya-segat a Pourville
El passeig del penya-segat a Pourville és una pintura de 1882 del pintor impressionista francès Claude Monet. Actualment es troba a l'Institut d'Art de Chicago. És una pintura paisatgística amb dues dones dalt d'un penya-segat sobre el mar.

## Anàlisi de l'obra
L'obra està inspirada en una estada prolongada de Monet a Hautot-sur-Mer el 1882. Monet es va instal·lar al poble entre febrer i mitjans d'abril, període durant el qual va escriure a la seva futura esposa, Alice Hoschedé: «Que bell que s'està tornant el camp i quina alegria seria per a mi mostrar-vos tots els seus racons encantadors». Van tornar-hi el juny del mateix any. Les dues dones joves situades dalt del penya-segat poden ser les filles de Hoschedé, Marthe i Blanche, tot i que també s'ha suggerit que les figures representen a Alice i Blanche.
Els diversos elements de la pintura s'uneixen mitjançant pinzellades: s'utilitzen traços curts i nítids per a pintar la vegetació del penya-segat, els vestits de les dones i el mar llunyà. Un sentit del moviment suggerit per la cal·ligrafia pictòrica típica de l'obra de Monet a la dècada del 1880, aquí s'utilitza per a connotar l'efecte d'un vent d'estiu sobre les figures, el paisatge, l'aigua i els núvols que transcorren pel cel. Durant el procés d'elaboració, Monet va reduir la mida d'un promontori rocós a l'extrem dret, per equilibrar millor les proporcions de la composició. No obstant això, també s'ha observat que aquest penya-segat secundari va ser un afegit tardà al llenç i no formava part del disseny original. Una radiografia del quadre indica que l'artista va pintar originàriament una tercera figura i després la va eliminar.
Descrivint obres similars de l'artista, l'historiador de l'art John House va escriure: «Els seus temes rarament mostren un sol terreny. En canvi, hi ha pauses a l'espai, l'ull progressa cap a la profunditat per una successió de salts, la distància s'expressa mitjançant plans que se superposen per perspectiva atmosfèrica en lloc de lineal, suavitzant el focus i els canvis de color». El sentit de la immediatesa s'accentua amb les juxtaposicions del penya-segat i el mar, i el contrast entre terra i obertura.